# Eucharidema labyrinthodes
Eucharidema labyrinthodes är en fjärilsart som beskrevs av Louis Beethoven Prout 1916. Eucharidema labyrinthodes ingår i släktet Eucharidema och familjen mätare. Inga underarter finns listade i Catalogue of Life.